# Lira italiana
La lira italiana (en italià lira, plural lire) va ser la unitat monetària oficial d'Itàlia des del 1861 fins a la introducció de l'euro el primer de gener del 1999, i fou retirada definitivament de la circulació el 28 de febrer del 2002. La taxa de canvi era de 1.936,27 lires per cada euro.
Es dividia en 100 cèntims (centesimi). El codi ISO 4217 de la lira italiana era ITL. El seu símbol era L, de vegades escrit també ₤. Era controlada pel Banc d'Itàlia (Banca d'Italia) i emesa per l'Institut Poligràfic i Casa de la Moneda de l'Estat (Istituto Poligrafico e Zecca dello Stato).
A l'època del canvi a l'euro, el 2002, en circulaven monedes de 5, 10, 20, 50, 100, 200, 500 i 1.000 lires i bitllets de 1.000, 2.000, 5.000, 10.000, 50.000, 100.000 i 500.000 lires. A causa de l'escàs valor de la lira italiana, la moneda fraccionària ja havia desaparegut de la circulació feia temps.
Les monedes de 500 lires de l'any 1982 foren les primeres monedes bimetàl·liques encunyades, en època moderna.
Era equivalent a la lira vaticana i a la lira de San Marino i tenia valor legal en tots dos estats.